# Labops brooksi
Labops brooksi är en insektsart som beskrevs av Slater 1954. Labops brooksi ingår i släktet Labops och familjen ängsskinnbaggar. Inga underarter finns listade i Catalogue of Life.